# Rebelution (Pitbull album)
Rebelution este al patrulea album al lui Pitbull, lansat pe 1 septembrie 2009.A avut colaborări cu Akon, Avery Storm, Nayer, Lil Jon, The New Royales, Bass III Euro & Slim of 112.

## Piese
1. "Triumph" (featuring Avery Storm) 3:19 - Produced by Adrian "Drop" Santalla & DJ Buddha
2. "Shut It Down" (featuring Akon) 3:45 - Produced by Clinton Sparks & DJ Snake A.K.A. Logan de Gualle
3. "I Know You Want Me (Calle Ocho)" 3:57 - Produced by Nicola Fasano
4. "Girls"  (featuring Ke$ha) 3:06 - Produced by Dr. Luke, Co-Produced by Ammo
5. "Full of Shit" (featuring Nayer & Bass III Euro) 3:53 - Produced by Bass III Euro
6. "Dope ball" (Interlude) - Produced by DJ Noodles
7. "Can't Stop Me Now" (featuring The New Royales) 3:14 - Produced by DJ Khalil
8. "Hotel Room Service" 3:57 - Produced by Jim Jonsin
9. "Juice Box" 3:04 - Produced by DJ Class
10. "Call of the Wild" 3:11 - Produced by Jim Jonsin
11. "Krazy" (featuring Lil Jon) 3:51 - Produced by Lil' Jon & Frederico Franchi
12. "Give Them What They Ask For" 2:56 - Produced by Point Blank The Marksman
13. "Across the World" (featuring B.o.B) 3:48 - Produced by Jim Jonsin
14. "Daddy's Little Girl" (featuring Slim) 3:44 - Produced by Play-n-Skillz

## Vânzări
Albumul a debutat pe locul 8 în Billboard 200, vânzându-se 401.000 copii în prima săptămână.Acesta este albumul care a urcat cel mai mult în topurile muzicale după albumul de debut M.I.A.M.I..Acest album s-a vândut până acum în 559.000 de copii.

## Topuri
| Charts (2009)      | Locul |
| ------------------ | ----- |
| Australia          | 65    |
| Austria            | 20    |
| Belgia (Flanders)  | 23    |
| Belgia (Wallonia)  | 15    |
| Brazilia           | 20    |
| Canada             | 3     |
| Franța             | 24    |
| Germania           | 34    |
| Irlanda            | 88    |
| Mexic              | 6     |
| Olanda             | 42    |
| Spania             | 90    |
| Elveția            | 8     |
| Topul UK R&B       | 11    |
| U.S. Billboard 200 | 8     |